# Španělská bojovnice

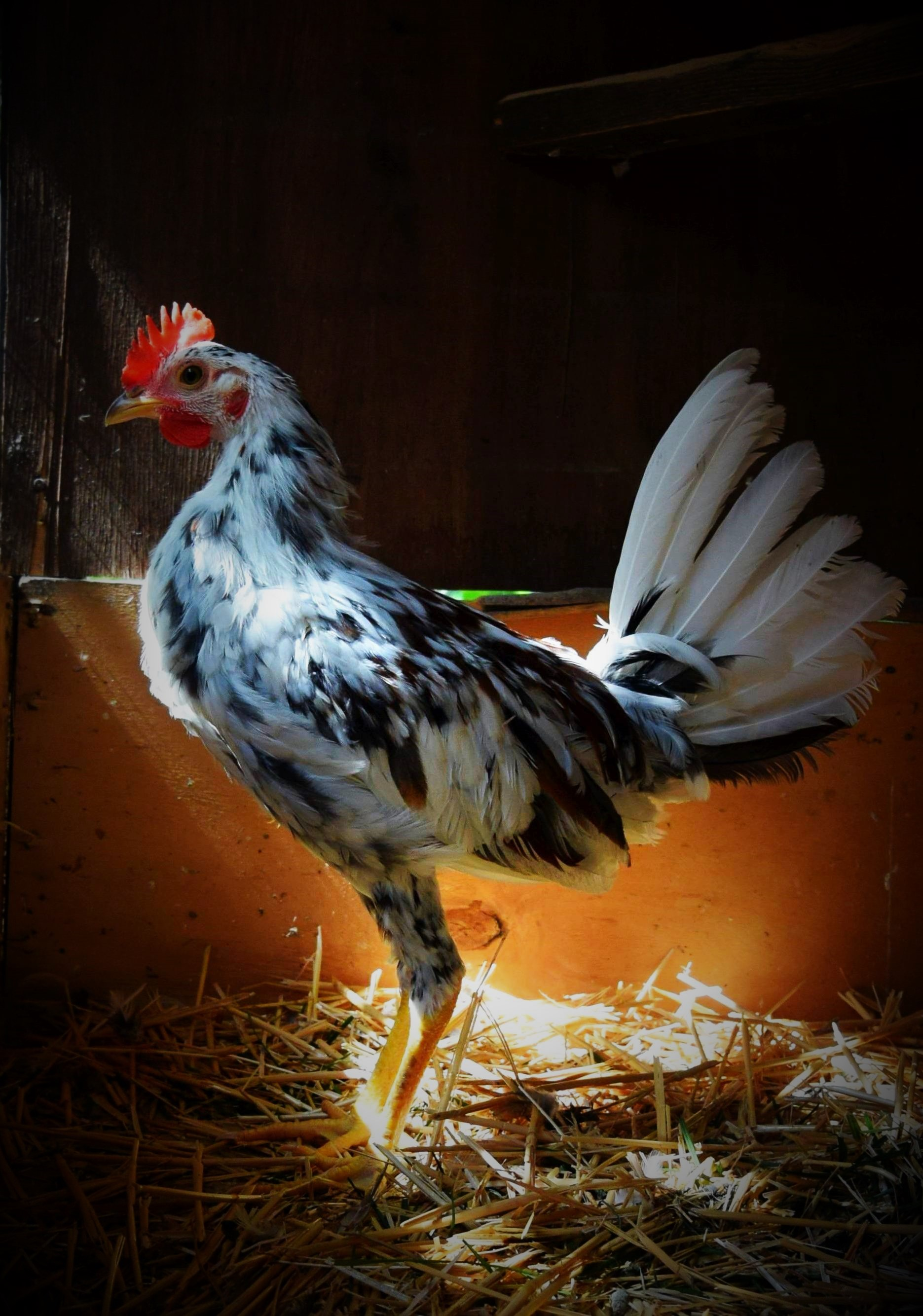
Mladý kohout - španělská bojovnice

Španělská bojovnice je plemeno kura domácího, vyšlechtěné ve Španělsku ke kohoutím zápasům.

## Historie a původ
Původ španělských bojovnic není zcela zřejmý. Ze Španělska jsou doloženy archeologické nálezy kurů z let 1500-1100 př. n. l. (Cerro de la Virgen). Někteří autoři spekulují o divokém středomořském kurovi jakožto o místním prapředkovi. Jorge Mérida y Álvarez ve své knize „A mi Gallino Azul: Historia del Gallo Español“ uvádí, že zemí původu kura domácího (Gallus gallus domesticus) je jihovýchodní Asie, pravděpodobným předkem kur bankivský (Gallus gallus bankiva). Jedni se domnívají, že na pyrenejský poloostrov přivezli prapředky španělských bojovnic Féničané. Další že přijeli s Římany, což by podle Dr. Edsela Bixlera neměla být pravda protože do dnešní Itálie byli kohouti importováni pravděpodobně později než do Španělska (500-50 let př. n. l.). Kohoutí zápasy nejspíše byly zavedeny Řeky. Řekové byli velkými fanoušky kohoutích zápasů, které Římané znali jako „řeckou zábavu“. V Řecku byly nalezeny ostatky kohoutů z doby 4000-3000 let př. n. l.
Počátkem 19. století byly do Španělska vyváženy tisíce staroanglických bojovnic. Zejména pro tento příliv vzdáleně příbuzné krve, ale i pro domnělé přílivy orientální krve, se dnes rozlišuje několik subpopulací španělských bojovnic.

## Využití
V České republice jsou kohoutí zápasy zakázány zákonem na ochranu zvířat proti týrání. V některých zemích nebo regionech takto klasifikovány nejsou.
Španělky vedou většinu svých útoků na hlavu oponenta. Ačkoli mají jednotlivá zvířata či krevní linie různé elementární povahové vlastnosti, vyznačují se zpravidla ofenzivní technikou boje.

## Plemenný standard

### Funkční vlastnosti
- Povaha: bojovná zvířata, dosti až vysoce agresivní, technicky ofenzivní, velice temperamentní a zaujatá všemi okolnostmi, avšak klidná při zacházení.
- Pohyb: Ladný a plný síly, dynamický a obratný.

### Exteriér
- Konstituce: Bankivoidního typu, subtilní.
- Hmotnost: Kohouti - přibližně 1,2 – 2,0kg; Slepice – přiměřeně menší.
- Hlava: Malá a protáhlá.
- Zobák: Krátký, silný a mírně zakřivený.
- Oči: Výrazné, ohnivé, živé a vyzývavé.
- Hřeben: Listový, nebo růžicový.
- Laloky a uši: Malé.
- Krk: Dluohý, silný a dobře zakřivený, s dlouhým závojem, který zakrývá ramena.
- Hrudník: Široký a vyvinutý, mírně se zužující.
- Hřbet: Podlouhlý, zužující se dozadu.
- Tělo: Delší než vysoké, není kulaté ani moc úzké.
- Křídla: Dlouhá, pokrývající stehna, přecházející pod ocas, téměř se dotýkající.
- Nohy: Středně dlouhé, tenké a silné zároveň.
- Prsty: Čtyři, dlouhé a tenké, palce dosahují na zem.
- Ocas: Hustý a vztyčený je tvořen 14-16 širokými a dlouhými pery. Peří má podobné uspořádání jako dva otevřené, překrývající se vějíře. Na vrcholu této krásné kytice peří, jsou dva dlouhé a nápadné oblouky, jež známe jako srpky. Objevuje se ovšem také slepičí, nebo částečně slepičí opeření kohoutů. Existuje i bezocasá varieta, postrádající kostrč.
- Barva: červený hřeben, laloky a uši. Oči oranžové, červené, hnědé, výjimečně světle šedé. Nohy stejně jako prsty nejčastěji žluté, slámové, nebo žlutozelené, břidlicově šedé, mohou být bílé u tzv. búlico (dom). Nažloutlý zobák, želvovinový, nebo černý zobák a ostruhy. Vejce vždy bílé, nebo mírně narůžovělé s vysokým podílem žloutku. Peří nejrůznějších barev s různými odstíny kovového lesku, který je zdobí nepřekonatelnou krásou. Nejkontroverznějším zbarvením je tzv. búlico (dom). Kůže zpravidla žlutá, nebo bílá u tzv. búlico (dom).

Chocholky a vous naznačují příliv anglické nebo orientální krve.